# Secourisme de l'avant
Le terme secourisme de l'avant désigne l'aide aux victimes en situation de dépassement des capacités de secours (catastrophe ou accident de grande ampleur). C'est en général une situation transitoire ; il s'agit soit de la première vague de secouristes chargés de la reconnaissance et du premier traitement, en attendant la montée en puissance du dispositif de secours (plan rouge, ou de manière générale plan d'urgence), soit d'équipes associatives couvrant un événement au cours duquel se produit l'accident et en attente des renforts.
Le terme « de l'avant » fait référence au front de guerre.
Le consensus en la matière est que quel que soit le niveau de formation de l'intervenant, les gestes à pratiquer sont ceux des premiers secours, c'est-à-dire ceux enseignés au grand public (citoyen témoin d'un accident, seul et sans matériel).

## Le sauvetage au combat
Les doctrines de secourisme de l'avant sont inspirées du sauvetage au combat mis en œuvre lors d'opérations militaires.

## Spécificités du secourisme de l'avant
Par rapport au secourisme « standard », le secourisme de l'avant :
- s'effectue en environnement hostile, ou pour le moins rude ;
- avec des moyens dépassés par rapport au nombre et à la gravité des victimes ;
- avec un facteur stress important.

Il faut en particulier se pencher sur le cas des premiers et seconds intervenants.
Les premiers intervenants sont les personnes présentes sur les lieux de la catastrophe au moment où celle-ci survient. Ils sont donc eux-mêmes désorientés. Leur efficacité est limitée, et doit essentiellement se recentrer sur les fondamentaux : l'alerte et la protection.
Les seconds intervenants sont les secours extérieurs qui arrivent en premier. S'ils n'ont pas subi l'impact psychologique de l'événement, ils sont en revanche en situation de moyens dépassés et ne sont pas en mesure d'appliquer les actes qu'ils font habituellement. Ils ont essentiellement un rôle de reconnaissance et d'organisation, en particulier la mise en place d'un nid de blessés ou d'un point de regroupement des victimes. Par exemple, les ambulances néerlandaises sont munies d'un feu vert à éclat qui est allumé par le premier véhicule présent, et qui indique que l'équipe est chargée de la mise en place du point de regroupement et que le véhicule n'est pas disponible pour les évacuations.

## Démarche
Les secouristes qui interviennent sur le terrain sont donc normalement envoyés par les autorités, dans le cadre d'un plan d'urgence déclenché grâce à l'alerte.
La base de tous les premiers secours est la protection et de s'assurer que les autorités sont au fait de la gravité de la situation ; ceci nécessite notamment une reconnaissance préalable, pour identifier les risques, localiser les victimes et transmettre un premier bilan approximatif. La notion de risque peut empêcher toute intervention auprès des victimes, par exemple dans le cas de contamination de l'environnement (bombe « sale », dispersion d'un gaz toxique…) ou de risque de sur-accident (présence d'un risque résiduel non maîtrisable, risque d'effondrement d'un bâtiment ébranlé) ; en cas d'attentat terroriste, il faut envisager le sur-attentat (bombe à retardement ou deuxième vague d'attaque visant les secours).
La toute première action est donc une action de reconnaissance, éventuellement sous protection (appareil respiratoire isolant ou filtrant, combinaison NRBC). Elle permet entre autres de localiser et dénombrer les victimes.
En parallèle de la reconnaissance, il faut canaliser les victimes valides et éviter qu'elles ne s'éparpillent. Le point de regroupement a normalement été créé par la première équipe présente, il faut désigner ce point aux victimes valides ; celles-ci étant probablement confuses, il faut être clair, impératif, et indiquer d'abord le point de regroupement avant de donner l'ordre de bouger, voir les accompagner.
La zone étant sécurisée, la démarche se concentre sur des gestes permettant de donner le maximum de chances au plus grand nombre de personnes, et notamment de passer le moins de temps possible sur chaque victime. Ainsi par exemple, en l'absence de moyens suffisants, les personnes en arrêt respiratoire sont « sacrifiées » au profit des personnes que l'on peut raisonnablement sauver.
La traumatologie civile enseigne que 30 % des morts surviennent dans les minutes ou les heures qui suivent la survenue des blessures ; l'action des secouriste de l'avant est donc de réduire cette mortalité. La traumatologie militaire révèle que la plupart des décès évitables sont dus (pourcentages par rapport au nombre total des morts) :
- à des hémorragies (46 %) ;
- à des problèmes respiratoires (4,6 %).

Ainsi, les secouristes de la première vague agissent seuls et non en équipe.
La nature des gestes à effectuer dépend des doctrines. Dans une doctrine « minimaliste », seuls trois gestes sont réellement utiles pour la première vague de secouristes dédiés aux victimes :
- extraction d'une victime menacée par un danger réel et vital, vers un nid de blessés ;
- le repérage[4] : en attendant la mise en place de la chaîne médicale, il s'agit de dénombrer les victimes et de déterminer celles ayant besoin d'un geste d'urgence (voir les deux items ci-dessous), et celle devant être vues en priorité par le médecin trieur (voir ci-dessous) ;
- l'arrêt des hémorragies, par la pose d'un garrot ;
- la mise en PLS de toute personne inconsciente (sans contrôler la respiration), pour protéger les voies aériennes.

Lors du repérage, le secouriste identifie l'état de la victime par un code couleur qui indique la priorité pour le médecin trieur. Il s'agit d'un dispositif inspiré du triage START, mais il ne s'agit pas, dans la doctrine française, d'un triage à proprement parler (le triage étant un acte médical).
| Couleur | État de la victime |
| ------- | --- |
| Noir    | Victime décédée |
| Rouge   | Victime inconsciente et qui respire victime présentant une détresse vitale évidente victime présentant une hémorragie |
| Jaune   | Victime consciente, sans détresse vitale, mais ne pouvant se déplacer                                                 |
| Vert    | Victime consciente, sans détresse vitale, et pouvant se déplacer avec ou sans aide                                    |

Cette doctrine est bien adaptée aux environnements extrêmement hostiles, par exemple dans le cas d'un danger non maîtrisé ou d'une fusillade en cours (une unité combattante sous le feu de l'ennemi, prise d'otages), ou bien en cas de victimes massives en attendant l'arrivée de renforts. Cela permet de limiter l'exposition des secouristes et les moyens employés.
 (avril 2021).

« J’ai beau avoir l’expérience de situations ultra violentes et des urgences absolues, ayant fait six ans à la BSPP (Brigade des sapeurs pompiers de Paris) et quinze ans de SAMU dans les Hauts-de-Seine, je me suis trouvé totalement démuni. J’ai tenté de garder mon sang froid. Mais comment intervenir sans matériel de secours ? Vous êtes comme un plombier sans ses outils. Après un pré-tri ultra rapide, tout ce que j’ai pu tenter, ce sont des points de compression sur des personnes qui saignaient abondamment. J’ai tenté d’arrêter des hémorragies comme j’ai pu. Et puis les premières sirènes ont retenti très vite. Les pompiers et les équipes du SAMU se sont précipitées.
[…]
C’est comme si mon expérience de vingt ans d’urgentiste ne m’avait pas préparé à ça
[…]
Quand vous êtes missionné dans une structure et que vous débarquez sur une scène violente, vous êtes mentalement protégé par votre fonction, c’est le job. […] Aujourd’hui, je suis… assez perturbé. »

— Dr Stéphane Chicheportiche, médecin (PH dans un service d’urgence, en plus de son activité libérale), Le premier médecin arrivé, en voisin, à la brasserie La Belle Équipe raconte

« Un autre revoit le sol de la fosse d'orchestre rouge de sang. Un pêle-mêle de corps. L'urgence est de stopper les hémorragies. « De stabiliser les détresses graves », note un jeune sauveteur. « Des centaines de personnes blessées perdaient leur sang », raconte le directeur de l'urgence et du secourisme à la Croix-Rouge française, Patrice Dallem. Il y a bientôt une pénurie de garrots.
« On a fait des garrots de fortune. Avec les ceintures des secouristes et celles des blessés. » »

— Denis Demonpion, Au Bataclan : « Les secouristes sont formés mais ce ne sont pas des robots »

« On sait notamment que pour éviter les morts au combat, il faut lutter contre toutes les hémorragies. Cela va être l’une de mes priorités sur les deux sites. En même temps, il faut également dénombrer les victimes et les catégoriser entre les urgences absolues et les blessés plus légers ; appeler les moyens médicaux et les moyens de pompiers proportionnés aux nombres de patients et enfin, aider le Samu dans la régulation et l’évacuation des blessés. Notre lutte va payer: tous les patients « sauvables » sont arrivés vivants à l’échelon hospitalier. Très peu sont décédés secondairement. »

— Jean-Pierre Tourtier, médecin-chef de la brigade de sapeurs-pompiers de Paris, [Témoignage] « J'ai exercé à Paris cette médecine de guerre que je connais »
Dans des conditions plus « clémentes » — l'événement catastrophique est passé et le risque de surraccident est maîtrisé —, on peut développer un peu plus les gestes :
- repérage ;
- arrêt des hémorragies par la pose d'un pansement compressif (plus long que la pose d'un garrot, mais avec moins d'effets secondaires) ;
- mise en position d'attente les victimes conscientes :
  - position demi-assise pour celles ayant du mal à respirer,
  - plat dos cuisses fléchies pour celles ayant une plaie à l'abdomen,
  - PLS de précaution pour les victimes ayant un trouble de la conscience,
  - position de confort par défaut ;
- pose d'un élément visuel — bracelet, fiche cartonnée, couverture de survie — permettant d'indiquer que la victime a été vue, et comportant éventuellement un numéro d'identification (et éventuellement un code barre).

Les secouristes passent ainsi de victime en victime. Cette première vague est normalement suivie du passage de médecins ou infirmiers « trieurs », qui déterminent la priorité de traitement des victimes.
La seconde vague de secouristes intervient en équipe a une action plus traditionnelle de conditionnement de la victime pour son évacuation :
- couverture des plaies ;
- immobilisation des fractures ;
- mise sous inhalation d'oxygène ;
- relevage et brancardage vers le poste médical avancé, ou, dans le cas d'un environnement urbain avec des structures hospitalières proches et en nombre suffisant, évacuation directe vers les centres hospitaliers.

Il s'agit de la « petite noria ».
Si des secouristes étaient maintenus isolés de l'autorité — par exemple dans le cas d'une catastrophe massive, ou bien dans un lieu difficile d'accès —, il faudrait probablement qu'ils reforment des équipes pour une prise en charge plus avancée des victimes. N'ayant pas les moyens de soigner eux-mêmes les victimes, le rôle serait essentiellement :
- de surveiller les victimes valides ;
- de relever les victimes invalides pour les rassembler ;
- de repérer et recenser les victimes inaccessibles, par exemple ensevelies ;
- d'effectuer un triage sommaire, ou « tamisage », en regroupant les victimes par gravité, qui permettrait de gagner du temps lors de l'arrivée de secours médicalisés ; on pourra par exemple utiliser la procédure START ;
- d'établir une documentation (état civil, niveau de gravité établi au tamisage, traumatismes constatés, évolution de la fréquence respiratoire et du pouls) permettant d'une part d'affiner le message aux autorités, ce qui permet de bien dimensionner les secours et de mettre en alerte les hôpitaux, et d'autre part de faciliter le diagnostic futur.